# Província de Caranavi

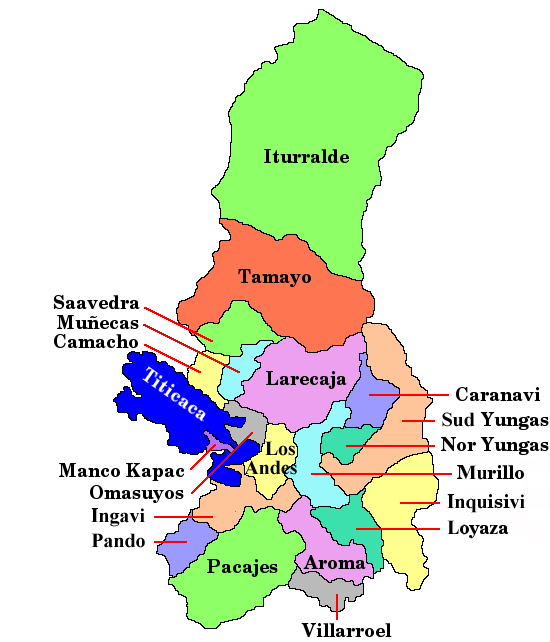
Les províncies del Departament de La Paz

La província de Caranavi és una de les 20 províncies del Departament de La Paz a Bolívia. La seva capital és Caranavi.